# Kommandant der Seeverteidigung Westadria
Der Kommandant der Seeverteidigung Westadria, kurz Seekommandant Westadria, war ein regionaler Küstenbefehlshaber der deutschen Kriegsmarine im Zweiten Weltkrieg.

## Geschichte
Im September 1943 wurde die Dienststelle in Venedig (Lido) aufgestellt. Im März 1944 kam die Dienststelle nach Treviso und im April 1945 nach Feltre.
Die Unterstellung erfolgte unter das Deutsche Marinekommando Italien. Als im Januar 1945 dieses aufgelöst und im Marineoberkommando Süd aufging, wurde die Unterstellung auf diese umgeändert.

## Unterstellte Dienststellen und Verbände
Dem Seekommandanten waren folgende Verbände und Dienststellen unterstellt:
- Marine-Artillerie-Abteilung 632
- Marine-Artillerie-Abteilung 633
- Marine-Artillerie-Abteilung 634
- Hafenkommandant Venedig mit Hafenkompanie
- Hafenkommandant Ravenna mit Hafenkompanie
- Hafenkommandant Ancona mit Hafenkompanie

## Seekommandanten
- Kapitän zur See Friedrich Traugott Schmidt: Kommando nicht angetreten
- Fregattenkapitän/Kapitän zur See Joachim Asmus: von der Aufstellung bis Dezember 1943, ehemaliger Kommandant der Seeverteidigung Normandie, Kommandant der Seeverteidigung Albanien und anschließend Kommandant des erneut in Dienst gestelltem Segelschulschiffs Albert Leo Schlageter
- Kapitän zur See Helmut Hunaeus: von Dezember 1943 bis zur Auflösung